# Argente
Argent (català) o Archent (aragonès) és un municipi de l'Aragó a la província de Terol i enquadrat a la comarca de la Comunitat de Terol. És a les serres de Lidon i de la Palomera, a l'altiplà de Visiedo. Cal destacar l'església de Santa María la Mayor, edifici barroc.